# Куп четири нације 2019.
Куп четири нације 2019. (службени назив: 2019 Rugby Championship) је било 24. издање овог најквалитетнијег репрезентативног рагби 15 такмичења Јужне хемисфере.
Играло се једнокружно, свако против свакога. Титулу првака Јужне хемисфере у рагбију 15 је заслужено освојила Јужноафрика Република. Спрингбокси су те године освојили и титулу првака Света у Јапану.

## Формат и пропозиције такмичења
Свака репрезентација ће одиграти три утакмице. Играће се једнокружно, свако против свакога. Четири бода ће се добијати за победу, два бода за нерешено и за пораз мањи од осам поена разлике. Бонус бод се добијао за три постигнута есеја и за пораз мањи од седам поена разлике. У години када се одржава Светско првенство, у Првенству четири нације игра се једнокружно, а не двокружо.

## Трофеји
- Првак Јужне Хемисфере у рагбију 15, ће бити репрезентација која освоји највише бодова и заврши на првом месту на табели.
- Бледислоу куп осваја победник дуела Аустралија  - Нови Зеланд
- Фридом куп осваја победник дуела Јужноафричка Република  - Нови Зеланд
- Пума куп осваја победник дуела Аргентина  - Аустралија
- Мендела челинџ плејт осваја победник дуела Јужноафричка Република  - Аустралија

## Информације о репрезентацијама
|   | Селекција                                      | Химна                        | Стадион                                             | Селектор      | Капитен      |
| - | ---------------------------------------------- | ---------------------------- | --------------------------------------------------- | ------------- | ------------ |
| 1 | Рагби 15 репрезентација Аргентине              | Чујте, Смртници!             | Стадион Хозе Амалфитани, Буенос Ајрес (49 000)      | Марио Ледесма | Пабло Матера |
| 2 | Рагби 15 репрезентација Јужноафричке Републике | Боже благослови Африку       | Стадион Елис парк, Јоханезбург (62 000)             | Реси Ерасмус  | Сија Колиси  |
| 3 | Рагби 15 репрезентација Аустралије             | Успешна и поштена Аустралије | Стадион Перт, Перт (60 000)                         | Мајкл Чека    | Мајкл Хупер  |
| 4 | Рагби 15 репрезентација Новог Зеланда          | Боже чувај Нови Зеланд       | Регионални стадион у Велингтону, Велингтон (34 000) | Стив Хансен   | Керијан Рид  |

## Спонзори
- Кестл, спонзор у Јужноафричкој Републици
- Инвестек, спонзор на Новом Зеланду
- Мицубиши Естејт, спонзор у Аустралији
- Персонал, спонзор у Аргентини

## Судије
Ово је списак судија који су делили правду, на утакмица Првенства четири нације у рагбију 2019.
- Жереми Гарсија, Француз
- Ромејн Појт, Француз
- Ник Бери, Аустралијанац
- Ангус Гарднер, Аустралијанац
- Пол Вилијамс, Новозеланђанин
- Бен Окифи, Новозеланђанин

## Састави репрезентација

### Аргентина ("Пуме")
Скрам
'Прва линија скрама'
- Хулијан Монтоја, Јагуарс
- Агустин Креви, Јагуарс
- Сантијаго Сосино, Јагуарс
- Нахуел Тетаз Чапаро, Јагуарс
- Хавијер Дијаз, Јагуарс
- Хуан Фигало, Сараценс
- Сантијаго Гарсија Бота, Харлеквинс
- Рамиро Херера, Стад Франс
- Сантијаго Медрано, Јагуарс
- Енрике Пијерето, Јагуарс
- Лусио Сордони, Јагуарс
- Мајко Вивас, Јагуарс
- Хуан Пабло Зес, Јагуарс

'Друга линија скрама'
- Матијас Алемано, Јагуарс
- Томас Лаванини, Лестер тајгерс
- Гито Пети Пагадизабал, Јагуарс
- Лукас Паулас, Јагуарс

'Трећа линија скрама'
- Родриго Бруни, Сан Лујис
- Факундо Иса, Тулон
- Маркос Кремер, Јагуарс
- Хуан Мануел Легуизамон, Јагуарс
- Томас Лезана, Јагуарс
- Пабло Матера (капитен), Стад Франс
- Хавијер Ортега Десио, Јагуарс

Бекови
- Гонзало Бертранау, Јагуарс
- Томас Субели, Јагуарс
- Фелипе Ескура, Јагуарс
- Мартин Ландахо, Харлеквинс
- Хоакин Дијаз Бонила, Јагуарс
- Доминиго Мијоти, Јагуарс
- Николас Санчез, Стад Франс
- Бенџамин Урдапилета, Олимпик Кастр
- Џеронимо де ла Фуенте, Јагуарс
- Батиста Ескура, Јагуарс
- Сантијаго Гонзалес Иглесијас, Јагуарс
- Хуан Круз Малија, Јагуарс
- Матијас Морони, Јагуарс
- Лукаш Менса, Пусара
- Матијаш Орландо, Јагуарс
- Емилијано Бофели, Јагуарс
- Себастијан Консељере, Јагуарс
- Сантијаго Кордеро, Бордо бегл
- Баутиста Делгај, Јагуарс
- Мануел Монтеро, Пусара
- Рамиро Мојано, Јагуарс
- Сантијаго Карерас, Јагуарс
- Хоакин Тусулет, Јагуарс

### Јужноафричка Република ("Спрингбокси")
Скрам
'Прва линија скрама'
- Шалк Бритс, Булс
- Малколм Маркс, Лајонс
- Бонџи Мбонамби, Стормерс
- Лизо Гобока, Булс
- Томас ду Тојт, Шаркс
- Стивен Китшоф, Стормерс
- Винсент Кох, Сараценс
- Франс Малербе, Стормерс
- Тендаји Мтаварира, Шаркс
- Тревор Њакане, Булс

'Друга линија скрама'
- Луд де Џегер, Булс
- Ринард Елстад, Тулуз
- Ебен Етзебет, Стормерс
- Франко Мостерт, Глостер
- Марвин Ори, Лајонс
- Р Џ Сниман, Булс

'Трећа линија скрама'
- Марсел Коеце, Алстер
- Питер Стеф ду Тојт, Стормерс
- Сија Колиси (капитен), Стормерс
- Френсојис Лов, Бат
- Квага Смит, Лајонс
- Дуан Вермулен, Булс

Бекови
- Фаф де Кларк, Сејл шаркс
- Хершел Жантис, Стормерс
- Кобус Рејнах, Нортхемптон сеинтс
- Елтон Жантис, Лајонс
- Андре Полард, Булс
- Лукањо Ам, Шаркс
- Демијан де Аленде, Стормерс
- Андре Естерхујзен, Шаркс
- Џис Крил, Булс
- Френсојис Стејн, Монпеље
- Епфи Дјанти, Лајонс
- Чеслин Колб, Тулуз
- Дилин Лејдс, Стормерс
- Маказоле Мапимпи, Шаркс
- Сбусисо Нкоси, Шаркс
- Ворик Гелант, Булс
- Вили ле Ру, Тојота Верблиц

### Аустралија ("Валабиси")
Скрам
'Прва линија скрама'
- Толу Лату, Воратас
- Џордан Улезе, Ребелс
- Фолау Фајинга, Брамбис
- Алан Алатоа, Брамбис
- Секопе Кепу, Воратас
- Танијела Тупоу, Редс
- Том Робертсон, Воратас
- Скот Сио, Брамбис
- Џејмс Слипер, Брамбис

'Друга линија скрама'
- Рори Арнолд, Брамбис
- Лук Џонс, Ребелс
- Изак Рода, Редс
- Роб Симонс, Воратас

'Трећа линија скрама'
- Мајкл Хупер (капитен), Воратас
- Лукан Салакија Лото, Редс
- Џек Демпси, Воратас
- Иси Наисарани, Ребелс
- Роб Валетини, Брамбис
- Лијам Рајт, Редс

Бекови
'Халфови'
- Вил Џенија, Ребелс
- Џо Паувел, Брамбис
- Ник Вајт, Слободан агент
- Бернард Фоли, Воратас
- Кристијан Леалифано, Брамбис

'Центри'
- Рис Хоџ, Ребелс
- Саму Кереви, Редс
- Џејмс Оконор, Редс
- Мат Томуа, Ребелс
- Тевита Куридрани, Брамбис

'Крила'
- Адам Ешли Купер, Воратас
- Марика Коробете, Ребелс
- Дејн Хејлет Пети, Ребелс
- Џек Медокс, Ребелс

'Фулбекови'
- Том Бенкс, Брамбис
- Кертли Бејл, Воратас

### Нови Зеланд ("Ол блекси")
Скрам
'Прва линија скрама'
- Асафо Аумуа, Херикејнс
- Дејн Колс, Херикејнс
- Лијам Колтман, Хајлендерс
- Коди Тејлор, Крусејдерс
- Овен Френкс, Крусејдерс
- Непо Лаулала, Чифс
- Џо Муди, Крусејдерс
- Атунајиса Моли, Чифс
- Ангус Тавао, Чифс
- Карл Тујинукуафе, Блузс
- Офа Тугафаси, Блузс

'Друга линија скрама'
- Броди Реталик, Чифс
- Семјуел Вајтлок, Крусејдерс
- Џексон Хемопо, Хајлендерс
- Патрик Тујипулоту, Блузс

'Трећа линија скрама'
- Керијан Рид (капитен), Крусејдерс
- Сем Кејн, Чифс
- Вае Фифита, Херикејнс
- Шенон Фрицел, Хајлендерс
- Лук Џекобсон, Чифс
- Далтон Папали, Блузс
- Арди Савеа, Херикејнс
- Мет Тод, Крусејдерс

Бекови
'Халфови'
- ТЏ Перенара, Херикејнс
- Ерон Смит, Хајлендерс
- Бред Вебер, Чифс
- Боден Барет, Блузс
- Џош Јоани, Хајлендерс
- Ричи Моунга, Крусејдерс

'Центри'
- Џек Годи, Крусејдерс
- Нгани Лаумапе, Херикејнс
- Ентон Линер-Браун, Чифс
- Сони Бил Вилијамс, Блузс

'Крила'
- Брејдон Ерон, Крусејдерс
- Џорџ Бриџ, Крусејдерс
- Ријеко Јоани, Блузс
- Сиво Риси, Крусејдерс

'Фулбекови'
- Бен Смит, Хајлендерс
- Џорди Барет, Херикејнс

## Утакмице

### Прво коло
Јужноафричка Република  - Аустралија  35-17
- Играч утакмице: Хершел Жантис
- Стадион: Стадион Елис парк, Јоханезбург
- Гледалаца: 51 000
- Главни судија, Пол Вилијамс
- Линијске судије, Метју Карли , Карл Диксон
- Телевизијски судија, Рован Кит

Поени за Јужноафричку Републику :
- Хершел Жантис Два есеја
- Луд де Џегер есеј
- Субосисо Некоси есеј
- Кобус Рејнах есеј
- Елтон Жантис пет претварања

Поени за Аустралију :
- Дејн Хејлет Пети есеј
- Бернард Фоли есеј
- Бернард Фоли два претварања
- Бернард Фоли казна

Аргентина  - Нови Зеланд  16-20
- Играч утакмице: Броди Реталик
- Стадион: Стадион Хозе Амалфитани, Буенос Ајрес
- Гледалаца: 31 000
- Главни судија, Ангус Гарднер
- Линијске судије, Паскал Газер , Александар Руж
- Телевизијски судија, Грејам Хјуз

Поени за Аргентину :
- Емилијано Бофели казна
- Емилијано Бофели есеј
- Николас Санчез две казне
- Николас Санчез претварањe

Поени за Нови Зеланд :
- Броди Реталик есеј
- Негани Лаумапе  есеј
- Боден Барет два претварања
- Боден Барет казне

### Друго коло
Нови Зеланд  - Јужноафричка Република  16-16
- Играч утакмице: Чеслин Колб
- Стадион: Регионални стадион у Велингтону, Велингтон
- Гледалаца: 35 000
- Главни судија, Ник Бери
- Линијске судије, Ангус Гарднер , Шухеји Кубо
- Телевизијски судија, Рован Кит

Поени за Нови Зеланд :
- Џек Гуди есеј
- Субосисо Некоси есеј
- Кобус Рејнах есеј
- Боден Барет претварање
- Боден Барет казна
- Ричи Моунга две казне

Поени за Јужноафричку Републику :
- Хершел Жантис  есеј
- Андре Полард претварање
- Андре Полард три казне

Аустралија  - Аргентина  16-10
- Играч утакмице: Марика Корибете
- Стадион: Стадион Санкорп, Бризбејн
- Гледалаца: 31 000
- Главни судија: Бен Окифи
- Линијске судије: Пол Вилијамс , Брендон Пикерил
- Телевизијски судија: Бен Скин

Поени за Аустралију :
- Рис Хоџ есеј
- Кристијан Леилафано претварање
- Кристијан Леилафано три казне

Поени за Аргентину :
- Факундо Иса есеј
- Хоакин Дијаз Бонила претварање
- Николас Санчез казна

### Треће коло
Аустралија  - Нови Зеланд  47-26
- Играч утакмице: Ник Вајт
- Стадион: Стадион Оптус, Перт
- Гледалаца: 61 000
- Главни судија: Жереми Гарсија
- Линијске судије: Џеко Пејпер , Шухеји Кубо
- Телевизијски судија: Маријус Џонкер

Поени за Аустралију :
- Рис Хоџ два есеја
- Лукан Салакија Луто есеј
- Ник Вајт есеј
- Марика Корибете есеј
- Кертли Бејл есеј
- Кристијан Леилафано два претварања
- Мет Томуа два претварања
- Кристијан Леилафано три казне

Поени за Нови Зеланд :
- Ентон Линер Браун есеј
- Ријеко Јоани есеј
- Боден Барет есеј
- Нгани Лаумапе есеј
- Ричи Моунга три претварања

Аргентина  - Јужноафричка Република  13-46
- Играч утакмице: Ник Вајт
- Стадион: Стадион Падро Ернеста Мартарена, Салта
- Гледалаца: 22 000
- Главни судија: Ромејн Појт
- Линијске судије: Метју Карли , Карл Дискон
- Телевизијски судија: Рован Кит

Поени за Аргентину :
- Сантијаго Кордеро есеја
- Николас Санчез претварање
- Николас Санчез две казне

Поени за Јужноафричку Републику :
- Бонги Мбонаби есеј
- Андре Полард два есеја
- Маказоле Мапимпи есеј
- Чеслин Колб есеј
- Андре Полард три претварања
- Андре Полард пет казни

## Табела
|   | Селекција              | ИГ | Д | Н | И | ПД | ПП | ПР  | БП | Б  |  |
| - | ---------------------- | -- | - | - | - | -- | -- | --- | -- | -- |  |
| 1 | Јужноафричка Република | 3  | 2 | 1 | 0 | 97 | 46 | +51 | 2  | 12 |  |
| 2 | Аустралија             | 3  | 2 | 0 | 1 | 80 | 71 | +9  | 0  | 8  |  |
| 3 | Нови Зеланд            | 3  | 1 | 1 | 1 | 62 | 79 | -17 | 0  | 6  |  |
| 4 | Аргентина              | 6  | 0 | 0 | 3 | 39 | 82 | -43 | 2  | 2  |  |

| Шампион Јужне хемисфере у рагбију 2019. |
| --------------------------------------- |
| Јужноафричка Република 4. титула        |

## Статистика играча

### Поени
- Андре Полард 42, Јужноафричка Република
- Боден Барет 26, Нови Зеланд
- Кристијан Леилафано 24, Аустралија
- Николас Санчез 19, Аргентина
- Рис Хоџ 15, Аустралија
- Хершел Жантис 15, Јужноафричка Република
- Бернард Фоли 12, Аустралија

### Есеји
- Рис Хоџ 3, Аустралија
- Хершел Жантис 3, Јужноафричка Република
- Нгани Лаумапе 2, Нови Зеланд
- Андре Полард 2, Јужноафричка Република

## Видео снимци
- Најзанимљивији детаљи са утакмице Аргентина  - Нови Зеланд

Argentina v New Zealand | 2019 TRC Rd 1 Highlights - YouTube
- Најзанимљивији детаљи са утакмице Јужноафричка Република  - Аустралија

| South Africa v Australia | 2019 TRC Rd 1 Highlights - YouTube
- Најзанимљивији детаљи са утакмице Нови Зеланд  - Јужноафричка Република

New Zealand v South Africa| 2019 TRC Rd 2 Highlights - YouTube
- Најзанимљивији детаљи са утакмице Аустралија  - Аргентина

Australia v Argentina| 2019 TRC Rd 2 Highlights - YouTube
- Најзанимљивији детаљи са утакмице Аустралија  - Нови Зеланд

Australia v New Zealand| 2019 TRC Rd 3 Highlights - YouTube
- Најзанимљивији детаљи са утакмице Аргентина  - Јужноафричка Република

Argentina v South Africa| 2019 TRC Rd 3 Highlights - YouTube